# Union Odessa
Union Odessa (ukr. «Уніон» Одеса) – ukraiński klub piłkarski z siedzibą w mieście Odessa, w południowo-zachodniej części kraju, działający w latach 1892–1915. Był drugim klubem, założonym na terytorium współczesnej Ukrainy oraz Imperium Rosyjskiego.

## Historia
Chronologia nazw:
- 1892: Turn-verein Odessa (niem. Turn-verein Odessa, ukr. «Турн-Ферайн» Одеса, ros. «Турн-Ферайн» Одесса)
- 1914: Union Odessa (ukr. «Уніон» Одеса, ros. «Унион» Одесса)
- 1915: klub rozwiązano

Piłkarska drużyna Turn-verein (z niem. Klub gimnastyczny) została założona w Odessie w 1892 roku przez niemiecką społeczność miasta.
W sezonie 1911/12 zespół startował w rozgrywkach 1 kategorii Odeskiej Ligi Piłki Nożnej, w której zajął przedostatnie 7.miejsce. Występował w 1 kategorii i w kolejnych mistrzostwach miasta. Latem 1914 zmienił nazwę na Union. W związku z trwającą I wojną światową klub został rozwiązany w 1915 roku.

## Sukcesy
- Mistrzostwa Odessy:
  - 5.miejsce: 1914/15.